# طراز الأخبار (كتاب)
طراز الأخبار هو كتاب من تأليف فخر الزمان القزويني.

## النشر
وقد أُلف الكتاب سنة 1041هـ. نشر السيد كمال حاج سيد جوادي نسخة مطبوعة منه في طهران في أواخر القرن الرابع عشر الهجري الشمسي.